# Ring My Bell (D.J. Jazzy Jeff & The Fresh Prince-dal)
A Ring My Bell című dal az amerikai duó D.J. Jazzy Jeff & The Fresh Prince második kimásolt kislemeze a 4. Homebase című stúdióalbumról. A dalt eredetileg Anita Ward adta elő 1979-ben, azonban ennek szövegét Will Smith átírta, így csupán a hangmintákat használták fel a dalban. A dal elhangzott a The Fresh Prince of Bel-Air "The Mother of All Battles" című részben is. 
A dalnak nem sikerült túlszárnyalnia a Summertime sikereit, így csupán a 4. helyezés volt az amerikai Billboard Hot 100-as listán. A kislemezből 500.000 példányt értékesítettek, így az Amerikai lemezkiadók szövetsége (RIAA) arany minősítést adományozott a dalnak.

## Megjelenések
CD Maxi EU Jive – ZD 45070, Jive – ZD45070
1. Ring My Bell (7" Album Edit) 3:44
2. Ring My Bell (Mr. Lee Radio Mix) 4:06
3. Ring My Bell (Hula & K. Fingers Club Mix) 5:56
4. Ring My Bell (Mr. Lee Club Mix) 5:26

## Slágerlista
| Slágerlista (1991–1992)                                   | Legjobb helyezés |
| --------------------------------------------------------- | ---------------- |
| Ausztrália (ARIA)                                         | 58               |
| Új-Zéland (Recorded Music NZ)                             | 11               |
| Svájc (Schweizer Hitparade)                               | 29               |
| Egyesült Királyság (Official Charts Company)              | 53               |
| Amerikai Egyesült Államok Billboard Hot 100               | 20               |
| Amerikai Egyesült Államok Billboard Hot R&B/Hip-Hop Songs | 22               |